# Thomas Calvo
 (juin 2023).
Pour les articles homonymes, voir Calvo.
Thomas Calvo, né le 12 septembre 1944 à Mislata (Espagne), est un historien français spécialiste de l'Amérique hispanique à l'époque moderne.

## Biographie
Ancien élève de l'École Normale Supérieure (Saint Cloud), il est agrégé d'histoire en 1971, puis, enseignant en lycée Arago de Perpignan, il prépare un doctorat sous la direction de Jean-Pierre Berthe qu'il obtient en 1987 (Paris, École des hautes études en sciences sociales).
D'abord professeur à l'Université de Pau (1987-1989), il devient titulaire de la chaire d'Amérique latine à Paris X Nanterre jusqu'à sa retraite en 2007. De 1993 à 1997, il a dirigé le Centre Français d'Études Mexicaines et Centre Américaines à Mexico. Il est professeur émérite de l'Université Paris X Nanterre et il enseigne actuellement au Colegio de Michoacan (Zamora, Mexique).

## Recherches et centres d'intérêt
Sa carrière académique commence à la fin des années 1960 avec une étude de démographie historique à partir des registres paroissiaux de Acatzingo (Puebla). Sa thèse s'intitule Guadalajara, capitale provinciale de l'Occident mexicain au XVIIe siècle. Monographie régionale, elle s'appuie sur de solides recherches en démographie historique pour aborder les thèmes de la famille, du métissage, des mobilités, de la religiosité et du pouvoir dans une société coloniale et urbaine. L'histoire sociale mais aussi l'histoire des mentalités et des représentations sont donc au cœur des recherches de Thomas Calvo. On le constate avec la publication de plusieurs recueils de textes et de sources sur l'histoire du Mexique. Un ouvrage, paru en 2009, est un essai de microstoria au tournant des XVIIe et XVIIIe siècles dans une région très "indianisée" près de Oaxaca. Il publie avec Jean-Pierre Berthe le mémoire d'un commis du Conseil des Indes, Juan Diez de la Calle, ainsi qu'un document d'Antonio de León Pinelo du milieu du XVIIe siècle listant tous les employés du roi d'Espagne aux Indes. Il s'intéresse depuis plusieurs années à l'histoire du Pacifique et des Philippines et publie en 2017 un ouvrage sur le Galion de Manille à la fin du XVIIIe siècle.

## Publications

### Ouvrages
- Acatzingo, demografía histórica de una parroquia mexicana, México, 1973, 124p.
- Movimientos de población en el Occidente de México, (ed. en col. con G. López), México, 1988, 372 p.
- La Nueva Galicia en los siglos XVI y XVII, Guadalajara, 1989, 199 p.
- Los albores de un nuevo mundo: siglos XVI y XVII, Colección de documentos para la historia de Nayarit, tomo I, México, 1990, 313 p.
- Guadalajara y su región en el siglo XVII, poblacion y economia, Guadalajara, 1992, 489 p.
- Poder, religión y sociedad en la Guadalajara del siglo XVII, México, 1992.
- Guadalajara y el Nuevo Mundo, Nuño Beltrán de Guzmán : semblanza de un conquistador (en col. con A. Blazquez), Guadalajara (España), 1992, 285 p.
- Xalisco, la voz de un pueblo, México, 1993, 200 p.
- L'Amérique ibérique de 1570 à 1910, Paris, Nathan Université, 1994, 359p.
- Iberoamerica de 1570 a 1910, Barcelona, 1996, 486p.
- Por los caminos de Nueva Galicia: transportes y transportistas en el siglo XVII, México, 1997, 190 p.
- Sociedades en construcción. La Nueva Galicia según las visitas de oidores (1606-1616), Guadalajara, 2000, 375 p. (en col. con JP Berthe et A. Jimenez).
- México en un espejo. Los exvotos de San Juan de los Lagos, 1870-1945, CD-ROM, México, 2000.
- La plebe según los virreyes (siglos XVI-XVIII), Condumex- Serie conferencias, México, 2003, 35 p.
- De oficios y otros menesteres. Imágenes de la vida cotidiana en la ciudad de Oaxaca, (en col. conMark Overmyer-Velázquez) Oaxaca, UABJO,  2006, 57 p. +CDROM.
- Vivre dans la Sierra zapotèque du Mexique : 1674-1707 : vaincre la défaite préface de Beatriz Rojas, Paris, L'Harmattan, 2009, 299p.
- Avec Jean-Pierre Berthe, Administración e imperio: el peso de la monarquía hispana en sus indias (1631-1648), Zamora, Michoacán (México), El Colegio de Michoacán, coll. « Colección Fuentes (Zamora) », 2011,  401 p.
- Espacios, climas y aventuras: el galeón de Filipinas y la fragata de Las Marianas en el Pacífico occidental (1680-1700), San Luis Potosí, El Colegio de San Luis, coll. « Cátedras institucionales », 2016, 299 p.
- Espadas y plumas en la Monarquía hispana: Alonso de Contreras y otras vidas de Soldados (1600-1650), Zamora, Madrid, El Colegio de Michoacán, Casa de Velázquez, 2019, 334 p.

### Direction d'ouvrages
- Avec Alain Musset, Des Indes occidentales à l’Amérique latine: à Jean-Pierre Berthe, Fontenay-aux-Rose, ENS éd. Fontenay-Saint-Cloud, coll. « Sociétés, espaces, temps, ISSN 1258-1135 », 1997, vol.2/, 690 p
- Avec Aristarco Regalado Pinedo , Historia del reino de la Nueva Galicia, Guadalajara, Universidad de Guadalajara, 2016, 877 p.
- Avec Paulina Machuca Chávez, México y Filipinas: culturas y memorias sobre el Pacífico, Zamora, Mich., Colegio de Michoacán, Ateneo de Manila University, 2016, 411 p.

### Articles
- « Connaître son roi, incarner le pouvoir : la diffusion de la figure royale dans l’Amérique hispanique (XVIe – XVIIIe siècle) », in Charlotte de Castelnau-L’Estoile et François Regourd, Connaissance et Pouvoirs. Les espaces impériaux (XVIe – XVIIIe siècles). France, Espagne, Portugal, Bordeaux, 2005, p. 354-380.
- « Soberano, plebe y cadalso bajo una misma luz en Nueva España », en Pilar Gonzalbo Aizpuru, Historia de la vida cotidiana en México (dir.), t. III, El siglo XVIII : entre tradición y cambio, 2005, p. 287-324.
- « La jura de Fernando VI en Guadalajara (1747): de la religión real a la festividad », en Takwá n° 8, otoño 2005, p. 67-92.
- « La plèbe à l’aune des vice-rois américains (XVIe – XVIIIe siècles) », dans Caravelle n° 84, juin 2005, p. 37-63.
- « L’ombre portée de la Monarchie catholique en Extrême-Orient (1565-1761) », in Anne-Hélène Allirot, Gilles Lecuppre et Lydwine Scordia, Royautés imaginaires (XIIe – XVIe siècles), Tourhout, 2005, p. 189-217.
- « Nubarrones y tormentas sobre la Sierra zapoteca: luchas de poder en San Juan Yasona (1674-1707), en Anuario de Estudios Americanos, julio-diciembre 2005, 62,2, p. 25-46.
- « La construcción de una cultura imperial: Zaragoza, Valladolid de Michoacán, Lima y Manila lloran al príncipe Baltasar Carlos (1647-1648) », en Lilia V. Oliver Sánchez (coord.), Convergencias y divergencias: México y Perú, siglos XVI-XIX, Guadalajara, 2006, p. 101-128.
- « Luces, progresos y desórdenes sociales en el México de las revoluciones (fines del siglo XVIII-principios del XIX) », en Elisa Cárdenas Ayala y Annick Lempérière (coordinadoras), Una ausencia que convoca. Homenaje a François-Xavier Guerra, Guadalajara, UDG, 2007, p. 299-335.